# Sankt Pauls Kirke (Aarhus)
 For alternative betydninger, se Sankt Pauls Kirke. (Se også artikler, som begynder med Sankt Pauls Kirke)
Sankt Pauls Kirke er en kirke i Aarhus-bydelen Frederiksbjerg på Skt. Pauls Kirkeplads i slutningen af M.P. Bruuns Gade.
Som noget ganske ualmindeligt vender klokketårnet ikke mod vest, men derimod mod nord. Dette skyldes at etatsråd M.P. Bruun, skænkede grunden til kirken under den betingelse at den vendte ansigtet mod byen.
Den er opført 1884–87 i nyromansk stil, tegnet af kongelig bygningsinspektør V.Th. Walther.
Kirken har to tårne, et højt midtskib med lidt lavere sideskibe, samt apsis. Alterbilledet stammer fra 1897 og er malet af Herman Siegumfeldt.
Siden opførelsen er der tilføjet et pulpitur (1900), to sidebygninger (1904). 1978 blev der til tilføjet et sognehus i direkte forlængelse med kirken mod syd. Sognehuset er tegnet af arkitekterne Inger og Johannes Exner, som har hentet inspiration fra Oude Kerk i Amsterdam. Denne kirke har fået påbygget en række små borgerhuse direkte op ad facaden.
| - Bagsiden af Sankt Pauls Kirke, hvor udvidelsen tegnet af arkitekterne Inger og Johannes Exner ses. - Kirkens nordfacade 2019. - Alterbilledet fra 1897 af Herman Siegumfeldt |